# Georg Didrik von Essen
Georg Didrik von Essen (af Zellie), född 1689 i Finland, död 28 december 1759 på Barkestorp i Dörby socken, var en svensk militär. Han var far till Niklas Didrik von Essen. 
Georg Didrik von Essen var son till regementskvartermästare Johan Didrik von Essen och Christina Maria Brakel. Han blev volontär vid greve Adam Carl De la Gardies livländska infanteriregemente 1703 och förare där 1704, volontär vid garnisonsregementet i Stade 1706 och fänrik där 1709, löjtnant 1712, kapten vid överstelöjtnant Lorentz von Numers bataljon 1714, kapten vid svenska livregementet till fot 1715, major där 1718 samt överstelöjtnant vid Livländska adelsfanan 1720. Han deltog i försvaret av Stade och Wismar och blev vid Stades kapitulation 1712 dansk krigsfånge. År 1734 blev von Essen överste och kommendant i Kalmar, var 1746–1759 överste och chef för Savolax och Nyslotts läns infanteriregemente, samt befordrades 1755 till generalmajor. Han återfick 1730 Zellie av ryska regeringen, men sålde godset 1737. von Essen blev 1748 riddare och 1754 kommendör av Svärdsorden.